# Salzburger Barockmuseum

Logo des Salzburger Barockmuseums

Das Salzburger Barockmuseum war ein auf barocke Kunst spezialisiertes Kunstmuseum in der Rechten Altstadt von Salzburg. Es war ab 1973 im Südflügel der Orangerie am Mirabellplatz untergebracht, eingeschlossen im Ensemble von Mirabellgarten und Schloss Mirabell. Das Barockmuseum wurde nach seiner Schließung im September 2012 dem Salzburg Museum einverleibt; seine Direktorin, die promovierte Kunsthistorikerin Regina Kaltenbrunner, wurde dort bis zu ihrem Tod am 1. November 2020 Abteilungsleiterin. Die Sammlungsbestände wurden magaziniert. Mit der Gründung des DomQuartiers Salzburg hat die Sammlung im Mai 2014 im Nordoratorium des Salzburger Doms wieder einen Ausstellungsraum erhalten.

## Geschichte
Es war das einzige Museum in Europa und das international größte, das seinen Schwerpunkt ausschließlich auf den Entwurf gelegt hat. Die Sammlung des Barockmuseums geht auf den österreichischen Kunsthändler Kurt Rossacher (1918–1988) zurück. Sie besteht aus Ölbildern, Ton- und Holzmodellen und einer Grafiksammlung. Insgesamt sind es fast 350 Objekte. Sie gingen 1970 als Stiftung in öffentliches Eigentum über. Zu den gesammelten Künstlern gehören Deutsche, Italiener, Franzosen, Niederländer und Österreicher. Es handelt sich um Paul Troger, Franz Anton Maulbertsch, Martin Johann Schmidt, Matthäus Günther, Giovanni Battista Tiepolo, Peter Paul Rubens, Luca Giordano, Gian Lorenzo Bernini, Ignaz Günther, Michael Zürn der Jüngere und Alessandro Algardi. 2010 wurde es mit dem Österreichischen Museumsgütesiegel ausgezeichnet.
„Musik im Museum“
Im Museum wurde eine Konzertreihe für zeitgenössische Kammermusik veranstaltet, die vom Kultur- und Bildungsprogramm Ö1 des Österreichischen Rundfunks ausgestrahlt wurde.
Nach der Schließung des Museums
Die 2014 versprochenen Ausstellungen im Nordoratorium des Doms finden nur sporadisch statt:
- Prima Idea, eine Auswahl aus der Sammlung Rossacher, 17. Mai 2014 bis 6. April 2015[3]
- Zweite Ausstellung (nach zwei Jahren Pause): Troger, Rottmayr, Kremser Schmidt. Bildgeschichten für Salzburg, 24. Februar bis 6. November 2017[4]
- Von Bernini bis Rubens. Römischer Barock aus der Sammlung Rossacher, 23. Juni 2019 bis 6. April 2020[5]

Zwischendurch werden die Räume des Nordoratoriums als Erweiterung der Residenzgalerie oder des Museums St. Peter für sonstige Ausstellungen genutzt, beispielsweise 2015/16 für gotische Buchmalerei, 2016 für einen Teil der Ausstellung der Sammlung Liechtenstein. Die Meisterwerke des vormaligen Barockmuseums verbleiben im Depot.

## Kunstwerke der Sammlung

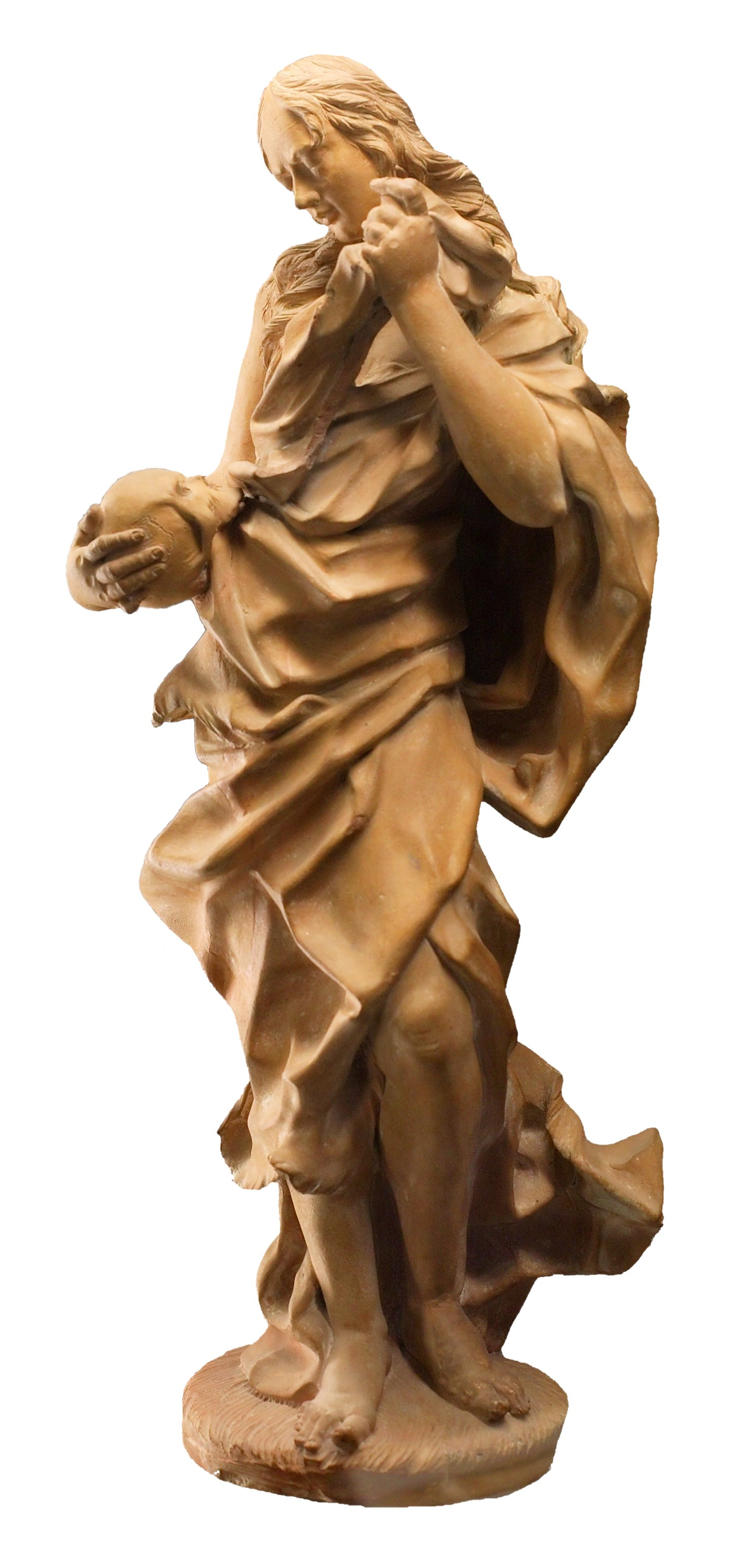
Modell einer Statue der Heiligen Magdalena von Balthasar Permoser
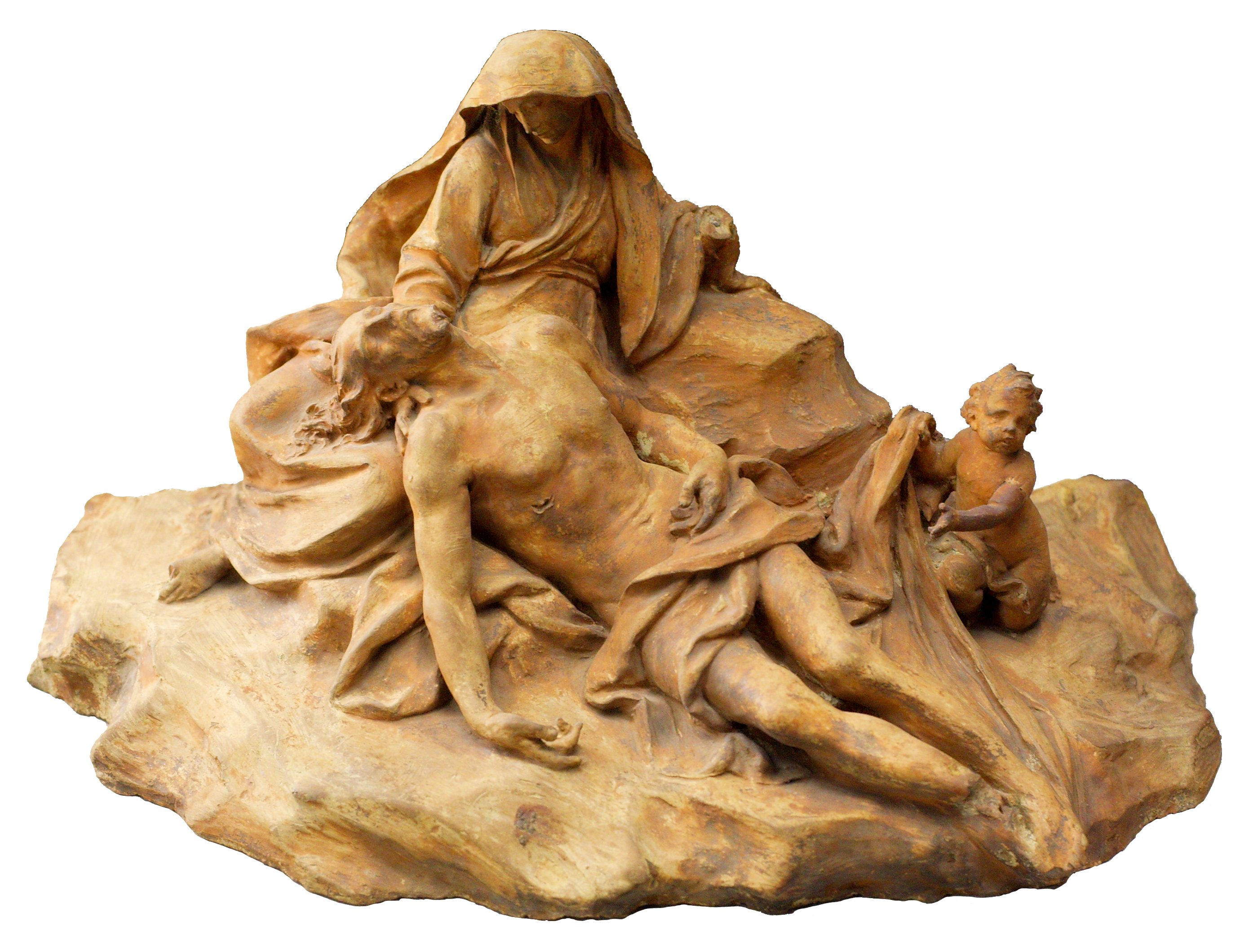
Modell einer Pietà von Johann Baptist Hagenauer

Das Sattler-Panorama soll in das Salzburger Barockmuseum übersiedelt werden, nach der Abnahme im Mai 2023 soll das Bild in der Schwarzenbergkaserne in einem speziell angefertigten Kühlraum bis zur Fertigstellung des neuen Standortes zwischengelagert werden. Die ehemalige Orangerie soll als Welterbe-Besucherzentrum fungieren, die Eröffnung ist für 2025 geplant.